# Hawaiikråka
Hawaiikråka (Corvus hawaiiensis) eller alala är en fågel i familjen kråkfåglar med utbredningsområde på ön Hawaii i Hawaiiöarna. Den är dock utdöd i vilt tillstånd sedan 2004, med pågående projekt för uppfödning i fångenskap och successiv återinförsel i dess naturliga levnadsmiljö.

## Utseende och läten
Hawaiikråkan är en stor (48 cm) och helmörk gråfågel. Fjäderdräkten är sotbrun med ljusare handpennor. Den kraftiga näbben är svart och ögonen bruna. Ungfåglar har blå ögon. Fågeln har en mycket stor repertoar med olika kvackande, skriande, grälade och dissonanta kväkningar.

## Utbredning och status
IUCN kategoriserar arten som utdöd i vilt tillstånd sedan 2004. De sista vilda individerna sågs i juni 2002. Fågeln förekom tidigare i bergsskogarna på Hawaii. I fångenskap föds fågeln upp på två bevaringscenter. År 2006 fanns i fångenskap 53 individer.

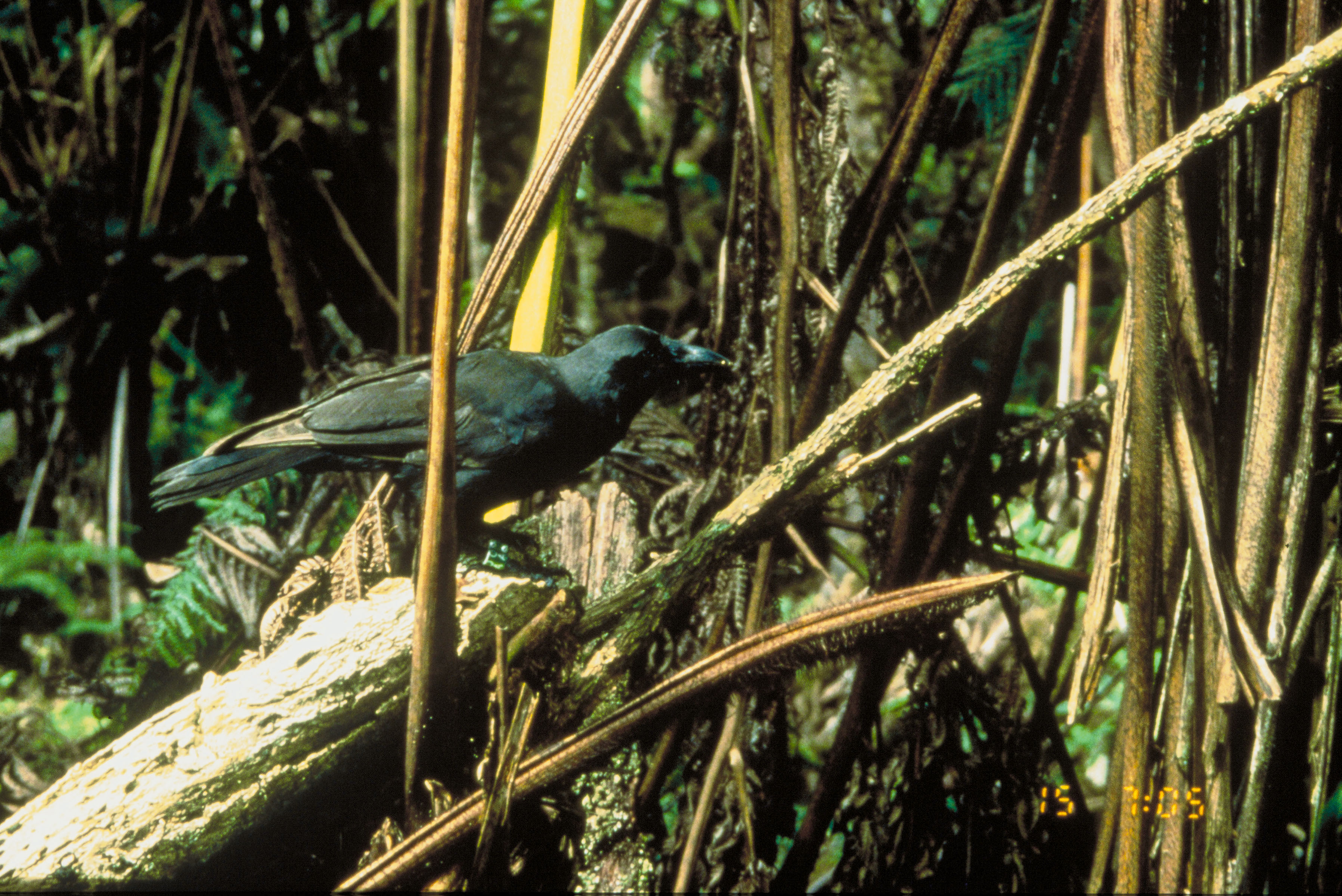
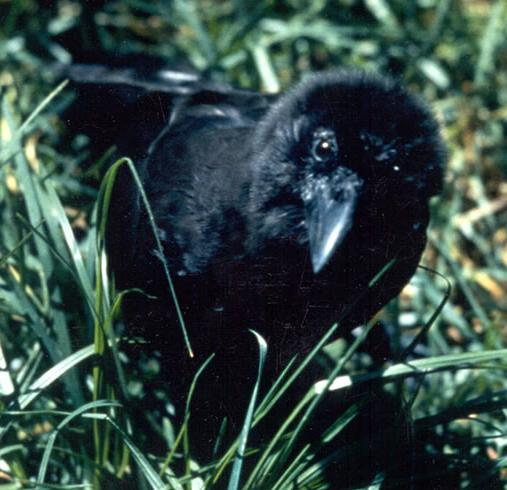